# Veele
Veele (53° 02′ N, 7° 06′ L) é uma cidade dos Países Baixos, na província de Groninga. Veele pertence ao município de Westerwolde, e está situada a 32 km, a norte de Emmen.
A área de Veele, que também inclui as partes periféricas da cidade, bem como a zona rural circundante, tem uma população estimada em 210 habitantes.